# Abrikosoffs tumör
Abrikosoffs tumör, även kallad Abrikosoffs myoblastom, är en ovanlig, godartad tumör som kan återfinnas i de flesta organ, vanligtvis tungan eller huden. Den anses utgå från nervvävnad.  
I 45 till 65 procent av fallen drabbas huvud eller nacke av Abrikosoffs tumör, och 70 procent av tumörerna är belägna invärtes. De flesta tumörer är godartade och inte cancertumörer, men i vissa fall kan tumören vara elakartade och snabbt sprida sig till närliggande vävnad.